# Волфсонова вискача
Волфсонова вискача (лат. Lagidium wolffsohni) је јужноамеричка врста глодара из породице чинчила (Chinchillidae). 

## Распрострањење
Врста настањује планинска станишта (до 4.000 м) у Аргентини и Чилеу.

## Угроженост
Подаци о распрострањености ове врсте су недовољни.